# Гаррісон (округ, Міссісіпі)
Шаблон:StateAbbr_ 30°25′ пн. ш. 89°05′ зх. д. / 30.42° пн. ш. 89.09° зх. д.
Округ  Гаррісон (англ. Harrison County) — округ (графство) у штаті Міссісіпі, США. Ідентифікатор округу 28047.

## Історія
Округ утворений 1841 року.

## Демографія
За даними перепису 
2000 року 
загальне населення округу становило 189601 осіб, зокрема міського населення було 148832, а сільського — 40769.
Серед мешканців округу чоловіків було 94378, а жінок — 95223. В окрузі було 71538 домогосподарств, 48605 родин, які мешкали в 79636 будинках.
Середній розмір родини становив 3,07.
Віковий розподіл населення поданий у таблиці:
| Стать    | До 15 років | 15-21 | 22-29 | 30-39 | 40-49 | 50-65 | 65-85 | Понад 85 |
| -------- | ----------- | ----- | ----- | ----- | ----- | ----- | ----- | -------- |
| Чоловіки | 20919       | 11165 | 11174 | 14780 | 13975 | 13277 | 8538  | 550      |
| Жінки    | 20182       | 9732  | 10956 | 14447 | 13906 | 14086 | 10601 | 1313     |

## Суміжні округи
- Стоун — північ
- Джексон — схід
- Генкок — захід

## Виноски
1. ↑  U.S. Decennial Census. United States Census Bureau. Архів оригіналу за 12 травня 2015. Процитовано 4 листопада 2014.
2. ↑  Historical Census Browser. University of Virginia Library. Архів оригіналу за 11 серпня 2012. Процитовано 4 листопада 2014.
3. ↑  Population of Counties by Decennial Census: 1900 to 1990. United States Census Bureau. Архів оригіналу за 28 грудня 2014. Процитовано 4 листопада 2014.
4. ↑  Census 2000 PHC-T-4. Ranking Tables for Counties: 1990 and 2000 (PDF). United States Census Bureau. Архів оригіналу (PDF) за 18 грудня 2014. Процитовано 4 листопада 2014.
5. ↑  State & County QuickFacts. United States Census Bureau. Архів оригіналу за 7 червня 2011. Процитовано 3 вересня 2013.(англ.) Наведено за англійською вікіпедією.
6. ↑  Harrison County, Mississippi. United States Census Bureau. Архів оригіналу за 2 листопада 2019. Процитовано 2 листопада 2019.
7. ↑  American FactFinder. Бюро перепису населення США. Архів оригіналу за 21 травня 2008. Процитовано 31 січня 2008.

| США | Це незавершена стаття з географії США. Ви можете допомогти проєкту, виправивши або дописавши її. |